# Walborg Norrman
Walborg Hedvig Carola Norrman, född 14 oktober 1919 i Asby i Östergötland, död 22 januari 2000 i Nässjö, var en svensk målare. Hon var gift med Rolf Norrman.
Norrman studerade konst för sin make och företog studieresor till Korsika, Grekland, Jugoslavien och Italien. Hennes konst består av målningar med motiv från södra Europa där hon tolkar folklivet i en färgstark kolorit.
Norrman är representerad i ett flertal landsting och offentliga institutioner.